# Совсун, Инна Романовна
Инна Романовна Совсун (укр. Інна Романівна Совсун; род. 21 сентября 1984, Харьков) — украинский государственный и общественный деятель, вице-президент Киевской школы экономики в 2016—2018 годах, первый заместитель Министра образования и науки Украины в 2014—2016 годах. Старшая преподавательница кафедры политологии Национального университета «Киево-Могилянская академия». Соучредитель и бывший директор аналитического Центра исследования общества (ныне CEDOS).
Народный депутат Украины 9-го созыва. С мая 2020 года является членом Комитета по вопросам энергетики и жилищно-коммунальных услуг. Ранее входила в состав Комитета Верховной Рады по вопросам образования, науки и инноваций, возглавляла подкомитет по вопросам образования на протяжении жизни и внешкольного образования.
Кандидат в народные депутаты от партии «Голос» на парламентских выборах 2019 года, № 16 в списке. Заместитель председателя партии «Голос», член политического совета, возглавляет программное направление деятельности партии, активно вовлечена в кампанию местных выборов в 2020 году.
Сопредседатель группы по межпарламентским связям с Королевством Швеция.